# Kamptosoma asterias
Kamptosoma asterias is een zee-egel uit de familie Kamptosomatidae.
De wetenschappelijke naam van de soort werd in 1881 gepubliceerd door Alexander Agassiz.